# Seongnam FC
El Seongnam FC és un club de futbol sud-coreà de la ciutat de Seongnam.

## Història
El club es fundà el 1989 a la ciutat de Seül amb el nom d'Ilhwa Chunma. L'any 1996 es traslladà a la ciutat de Cheonan i canvià el nom per Cheonan Ilhwa Chunma. L'any 2000 es tornà a traslladar a la ciutat de Seongnam, als afores de Seül, i adoptà el nom de Seongnam Ilhwa Chunma, 2014 i adoptà el nom de Seongnam FC.

## Palmarès
- Lliga de Campions de l'AFC 1
  - 1995-96
- Supercopa asiàtica de futbol 1
  - 1995-96
- Copa de Campions de l'Àsia de l'Est 1
  - 2004
- Copa afro-asiàtica de futbol 1
  - 1996
- Lliga sud-coreana de futbol 7
  - 1993, 1994, 1995, 2001, 2002, 2003, 2006
- Copa sud-coreana de futbol 1
  - 1999
- Supercopa sud-coreana de futbol 1
  - 2002
- Copa Adidas 2
  - 1992, 2002
- Copa Hauzen 1
  - 2004

## Futbolistes destacats
- Kim Do-Hoon
- Shin Tae-Yong
- Kim Do-Heon
- Ko Jeong-Woon
- Lee Sang-Yoon
- Park Jin-Seop
- Kim Dae-Eui
- Woo Sung-Yong
- Kim Sang-Sik
- Kim Young-Chul
- Kim Hae-Woon
- Michel Pensée
- Juan Carlos Arce
- Dudu
- Itamar
- Mota
- Dževad Turković
- Ion Testimiţanu
- Dženan Radončić
- Adrian Neaga
- Saša Drakulić
- Denis Laktionov (Lee Seong-Nam)
- Valeri Sarychev (Shin Eui-Son)
- Lee Sa-Vik (Jasenko Sabitović)

## Entrenadors
| Nom            | Inici | Fi      |
| -------------- | ----- | ------- |
| Park Jong-Hwan | 1989  | 1995    |
| Lee Jang-Soo   | 1996  | 1996    |
| Rene Desaeyere | 1997  | 1998    |
| Cha Kyung-Bok  | 1999  | 2004    |
| Kim Hak-Beom   | 2005  | 2008    |
| Shin Tae-Yong  | 2009  | Present |